# June Carter

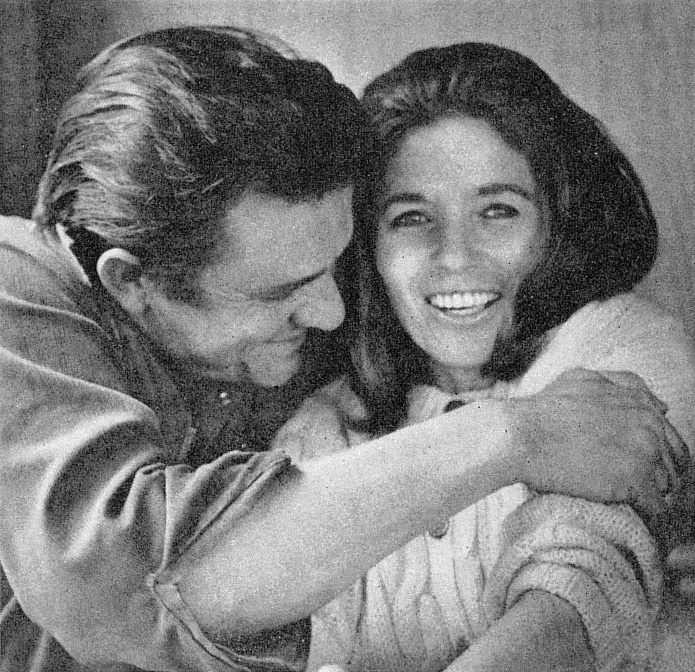
June com o marido, Johnny Cash, em 1969.

Valerie June Carter Cash ou June Carter (Maces Spring, 23 de junho de 1929 — Nashville, 15 de maio de 2003) foi uma cantora, compositora, atriz e comediante estadunidense.
Em 1999, June ganhou um Grammy pelo álbum Press On. Seu último álbum, Wildwood Flower, foi lançado postumamente, em 2003, e ganhou mais dois Grammys adicionais.

## Biografia
Em 1939, June começou a tocar música country no rádio com as irmãs. Em março de 1943, quando o trio da Família Carter parou de gravar junto no final do contrato WBT, sua mãe, Maybelle Carter, formou "The Carter Sisters and Mother Maybelle" com suas irmãs. June tocou no autoharp e como vocalista e comediante.
Ela começou a trabalhar com Cash de fevereiro de 1962 até 1997 como parte do Johnny Cash Show.

### Doença e morte
June Carter faleceu de complicações decorrentes de uma cirurgia do coração em 15 de maio de 2003, aos 73 anos de idade. Os serviços funerários públicos foram realizados na Primeira Igreja Batista em Hendersonville (Tennessee).
Menos de quatro meses depois Johnny Cash morreu devido ao diabetes aos 71 anos de idade enquanto estava hospitalizado no Baptist Hospital em Nashville, Tennessee. Ele foi enterrado ao lado de sua esposa no Hendersonville Memory Gardens, perto de sua terra natal, Hendersonville, Tennessee.

## Vida pessoal
Casou com Carl Smith, tiveram uma filha, Carlene Smith, nascida em 1955, mas o casamento durou apenas quatro anos. Depois se casou com Edwind L. Nix, o casamento durou nove anos, e tiveram uma filha, Rozanne Nix, nascida em 1958. Viveu durante 35 anos com Johnny Cash, e os dois tiveram o único filho homem, John Carter Cash, nascido em 1970. June também foi madrasta das quatro filhas do primeiro casamento de Cash: Rosanne Cash, nascida em 1955; Kathleen Cash, nascida em 1956; Cindy Cash, nascida em 1959; e Tara Cash, nascida em 1961. 
No final de sua vida, ela e o marido frequentaram a Primeira Igreja Batista em Hendersonville (Tennessee).

## Discografia
- 1975 - Appalachian Pride
- 1999 - Press On
- 1999 - It's All In The Family
- 2003 - Wildwood Flower
- 2003 - Louisiana Hayride
- 2005 - Keep On The Sunny Side: June Carter Cash - Her Life In Music
- 2005 - Church In The Wildwood: A Treasury Of Appalachian Gospel
- 2005 - Ring Of Fire: The Best Of June Carter Cash
- 2006 - Early June

### Álbuns com Johnny Cash
- 1967 - Carryin' On With Johnny Cash And June Carter
- 1973 - Johnny Cash And His Woman
- 1979 - Johnny And June
- 1999 - It's All In The Family
- 2006 - Duets
- 2006 - Collections